# 托洛西里奥
托洛西里奥，是西班牙卡斯蒂利亚-莱昂塞戈维亚省的一个市镇。 总面积9平方公里，总人口59人（2001年），人口密度7人/平方公里。